# Колачи, Массимо
Ма́ссимо Кола́чи (итал. Massimo Colaci; род. 21 февраля 1985 года, Гальяно-дель-Капо) — итальянский волейболист, либеро «Перуджи» и  национальной сборной, призёр олимпийских игр и чемпионата Европы.

## Карьера
Массимо Колачи родился на юге Италии в 1985 году. Там же начал профессиональную карьеру в составе команды «Falchi Ugento» из провинции Лечче.
В 2010 году Колачи подписал контракт с одной из сильнейших команд Италии — «Трентино». В составе этого клуба он выиграл почти все возможные турниры: чемпионат Италии (2010/11, 2012/13 и 2014/15), Кубок (2012, 2013) и Суперкубок Италии (2011, 2013), Лигу чемпионов (2010/11), а также клубный чемпионат мира (2010, 2011, 2012).
В 2017 году после семи сезонов в «Трентино» Массимо Колачи перешел в «Перуджу».
В национальной сборной Колачи дебютировал в 2014 году и в первом же сезоне стал бронзовым призёром Мировой лиги, финал которой проходил во Флоренции. Год спустя вместе со сборной завоевал бронзовую медаль чемпионата Европы.
На Олимпийских играх 2016 года в Рио-де-Жанейро Массимо Колачи был основным либеро сборной, участвовал во всех восьми играх турнира, стал одним из лучших принимающих турнира и помог своей команде завоевать серебряные олимпийские медали. 